# Андрієвська (Тарногське сільське поселення)
Андрі́євська (рос. Андреевская) — присілок у складі Тарногського району Вологодської області, Росія. Входить до складу Тарногського сільського поселення.

## Населення
Населення — 20 осіб (2010; 25 у 2002).
Національний склад (станом на 2002 рік):
- росіяни — 100 %